# علی قاسم‌زاده
علی قاسم‌زاده (زادهٔ ۱۳۴۱ اصفهان) سیاستمدار ایرانی است که از سال ۱۴۰۰ به‌عنوان شهردار اصفهان فعالیت می‌کند.
او در تاریخ ۴ شهریور ۱۴۰۰ با رأی اعضای شورای ششم شهر اصفهان به عنوان شهردار این کلان‌شهر انتخاب شد و در تاریخ ۲۵ شهریور ۱۴۰۰ با حکم وزیر کشور به‌طور رسمی به عنوان شهردار شهر اصفهان منصوب شد.

## تحصیلات
علی قاسم‌زاده، دارای کارشناسی الهیات از دانشگاه تهران و کارشناسی ارشد و دکترای مشاوره از دانشگاه اصفهان است.

## سوابق و فعالیت‌ها
قاسمزاده، پیشتر به مدت چهار سال معاون فرهنگی شهردار بوده و همچنین عضو هیئت امنای مراکز فرهنگی شهید آیت الله مدرس و پانزده خرداد است. عضو کمیته عالی شرق، ناژوان، تخت فولاد، هیئت منصفه مطبوعات، مشاوره دبیرستان شهید اژه‌ای (تیزهوشان اصفهان) و دبیرستان خیام، دبیر ستاد اصفهان پایتخت فرهنگی جهان اسلام و رئیس پنج دوره ستاد هفته نکوداشت اصفهان، مشاور مدیر عامل سازمان فرهنگی، هنری شهرداری تهران به مدت دو سال و عضو شورای عالی کانون‌های فرهنگی هنری مساجد اصفهان، دیگر سوابق قاسم‌زاده‌است.
قاسم زاده، دبیر شهر جهانی صنایع دستی اصفهان است.